# Peter Firth
Peter Macintosh Firth (Bradford, 27 ottobre 1953) è un attore inglese.
È noto per la sua interpretazione nel film Equus (1977) di Sidney Lumet, per la quale ottenne una candidatura all'Oscar al miglior attore non protagonista e vinse un Golden Globe.

## Carriera
Inizia la sua carriera molto giovane, partecipando alla serie televisiva Here Come the Double Deckers. Nel 1973 interpreta il ruolo di Alan Strang nell'opera teatrale Equus di Peter Shaffer, e successivamente interpreta lo stesso ruolo nella produzione tenutasi a Broadway, ottenendo una candidatura al Tony Award.
Nel 1977 interpreta il ruolo di Alan Strang nella versione cinematografica di Sidney Lumet e per tale interpretazione vince un Golden Globe. Nel 1979 partecipa al film Tess di Roman Polański.

## Filmografia parziale

### Cinema
- Fratello sole, sorella luna, regia di Franco Zeffirelli (1972)
- Daniele e Maria, regia di Ennio De Concini (1973)
- King Arthur, the Young Warlord, regia di Sidney Hayers, Pat Jackson e Peter Sasdy (1975)
- La battaglia delle aquile (Aces High), regia di Jack Gold (1976)
- Joseph Andrews, regia di Tony Richardson (1977)
- Equus, regia di Sidney Lumet (1977)
- When You Comin' Back, Red Ryder?, regia di Milton Katselas (1979)
- Tess, regia di Roman Polański (1979)
- Feuer und Schwert - Die Legende von Tristan und Isolde, regia di Veith von Fürstenberg (1982)
- Sword of the Valiant: The Legend of Sir Gawain and the Green Knight, regia di Stephen Weeks (1984) - non accreditato - voce
- White Elephant, regia di Werner Grusch (1984)
- Space Vampires, regia di Tobe Hooper (1985)
- Lettera a Breznev, regia di Chris Bernard (1985)
- A State of Emergency, regia di Richard C. Bennett (1986)
- Born of Fire, regia di Jamil Dehlavi (1987)
- Prigioniero a Rio, regia di Lech Majewski (1988)
- Tree of Hands, regia di Giles Foster (1989)
- Trouble in Paradise, regia di Robbe De Hert (1989)
- Caccia a Ottobre Rosso (The Hunt for Red October), regia di John McTiernan (1990)
- Incubo radioattivo, regia di James Allen (1990)
- Bianca e Bernie nella terra dei canguri (The Rescuers Down Under), regia di Hendel Butoy e Mike Gabriel (1990) - voce
- Il piacere principale, regia di David Cohen (1992)
- El marido perfecto, regia di Beda Docampo Feijóo (1993)
- Viaggio in Inghilterra (Shadowsland), regia di Richard Attenborough (1993)
- White Angel, regia di Chris Jones (1994)
- Un'avventura terribilmente complicata (An Awfully Big Adventure), regia di Mike Newell (1995)
- Marco Polo: Haperek Ha'aharon, regia di Rafi Bukai (1996)
- Merisairas, regia di Veikko Aaltonen (1996)
- Gaston's War, regia di Robbe De Hert (1997)
- Amistad, regia di Steven Spielberg (1997)
- Il grande Joe (Mighty Joe Young), regia di Ron Underwood (1998)
- Chill Factor - Pericolo imminente (Chill Factor), regia di Hugh Johnson (1999)
- Pearl Harbor, regia di Michael Bay (2001)
- Il più bel gioco della mia vita (The Greatest Game Ever Played), regia di Bill Paxton (2005)
- Spooks - Il bene supremo (Spooks: The Greater Good), regia di Bharat Nalluri (2015)
- Risorto (Risen), regia di Kevin Reynolds (2016)

### Televisione
- Gli invincibili (The Protectors) – serie TV, episodio 2x10 (1973)
- Diamonds on Wheels, regia di Jerome Courtland - film TV (1973)
- Screen Two – serie TV, 3 episodi (1987-1991)
- Eroe per un giorno (The Incident), regia di Joseph Sargent – film TV (1990)
- Prigionieri dell'onore (Prisoner of Honor), regia di Ken Russell – film TV (1991)
- Highlander - serie TV, 1 episodio (1994)
- The Magician - Il Maestro (The Magician), regia di Lorraine Senna – film TV (2000)
- Così è la vita (That's Life) – serie TV, 20 episodi (2000-2001)
- Spooks – serie TV, 86 episodi (2002-2011)
- Law & Order - Unità vittime speciali (Law & Order: Special Victims Unit) – serie TV, un episodio (2005)
- Mondo senza fine (World Without End), regia di Michael Caton-Jones – miniserie TV (2012)
- Dickensian – serie TV, 4 episodi (2015-2016)
- Victoria – serie TV, 5 episodi (2016-2017)
- Strike Back – serie TV, episodi 6x05-6x06 (2017-2018)
- Cheat, regia di Louise Hooper – miniserie TV (2019)
- Summer of Rockets, regia di Stephen Poliakoff – miniserie TV (2019)
- Shardlake, regia di Justin Chadwick – miniserie TV, puntate 1-4 (2024)

## Riconoscimenti
Premi Oscar 1978 – Candidatura all'Oscar al miglior attore non protagonista per Equus

## Doppiatori italiani
Nelle versioni in italiano delle opere in cui ha recitato, Peter Firth è stato doppiato da:
- Paolo Marchese in Un'avventura terribilmente complicata, Spooks
- Massimo Lodolo in Amistad, Spooks - Il bene supremo
- Stefano Mondini in Victoria, Shardlake
- Massimo Giuliani in Equus
- Sandro Acerbo in Tess
- Renato Cortesi in Space Vampires
- Francesco Pannofino in Caccia a Ottobre Rosso
- Daniele Barcaroli in Eroe per un giorno
- Carlo Cosolo in Prigionieri dell'onore
- Gianni Bertoncin ne Il grande Joe
- Gianni Bersanetti in The Magician - Il Maestro
- Rodolfo Bianchi in Chill Factor - Pericolo imminente
- Claudio De Davide in Così è la vita
- Carlo Reali ne Il più bel gioco della mia vita
- Saverio Moriones in Law & Order - Unità vittime speciali
- Paolo Buglioni in Risorto